# Beidaihe
Beidaihe, tidigare känt som Peitaiho, är en berömd badort vid Bohaibukten och ett stadsdistrikt i Qinhuangdao i Hebei-provinsen i Folkrepubliken Kina.
Orten var ursprungligen en liten fiskeby, men på 1890-talet fick europeiska järnvägsingenjörer upp ögonen för havsläget och den blev snart en populär kurort för utländska diplomater och affärsmän som ville undvika sommarhettan i Peking och Tianjin.

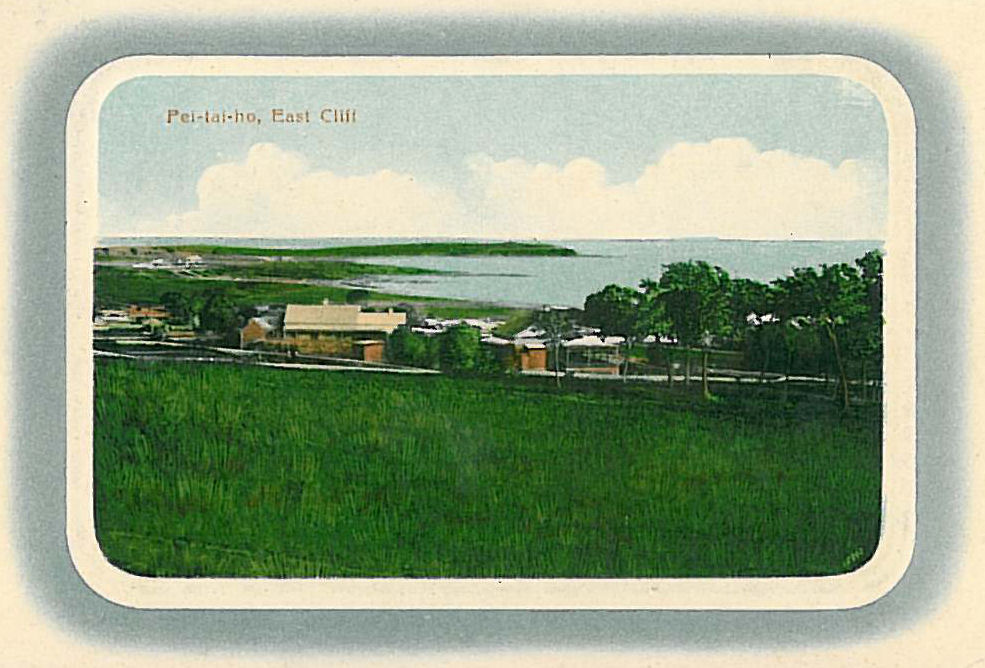
Vykort från 1903 med vy från dåvarande Peitaho.

Efter Folkrepubliken Kinas grundande 1949 blev Beidaihe en populär tillflyktsort för ledare i Kinas kommunistiska parti och många partiledare skaffade sig villor i området, däribland Mao Zedong. En rad sanatorier byggdes för olika yrkesgrupper och 1954 öppnades ett stort "vänskapshotell" för att ta emot sovjetiska gäster.
Beidaihe var länge säte för informella konferenser under sommarmånaderna, där partiledningen beredde viktiga beslut för centralkommittén i Kinas kommunistiska parti, men 2004 beslöt Hu Jintao och Wen Jiabao att avbryta denna tradition för att främja en mer sparsam image för partiledningen.